# Moulin à papier de Richard-de-Bas
 (octobre 2023).
Si vous disposez d'ouvrages ou d'articles de référence ou si vous connaissez des sites web de qualité traitant du thème abordé ici, merci de compléter l'article en donnant les références utiles à sa vérifiabilité et en les liant à la section « Notes et références ».
Le moulin à papier de Richard-de-Bas à Ambert dans la région naturelle du Livradois, dans le département du Puy-de-Dôme, au centre du Massif central, est l'une des plus anciennes entreprises françaises. Le moulin est classé partiellement Monument historique depuis 1983 et la SARL Moulins à papier du Val de Lagat  est labellisée Entreprise du patrimoine vivant depuis 2020.

## Historique
Ce moulin remonterait à 1326. Il tire son nom d'une famille de papetiers du XVe siècle, les Richard, et Bas étant la distinction géographique entre les six bâtiments s'étageant autour du bief. De 1400 à 1850 on tannait la peau des animaux et depuis cette date on utilise des chiffons pour fabriquer la pâte à papier.
Cette vallée de la Dore est connue notamment pour ses nombreuses papeteries ; jusqu'à 400 usines produisaient du papier à partir de chiffons entre Thiers et Ambert. Fidèle à cette tradition, le Moulin Richard de Bas produit un papier de haute qualité qui est utilisé pour la restauration d'écrits, d'aquarelles, de lithographies, etc.
Les façades et les toitures de l'ensemble des bâtiments, les salles de la machinerie au rez-de-chaussée, les salles de l'étage d'habitation dans le bâtiment principal, la grange et le séchoir sont classés au titre des monuments historiques par arrêté du 30 décembre 1983.
C'est en 1940 que Marius Péraudeau (1906-1992), rachète au journal, Le Moniteur du Puy-de-Dôme (1856-1944), ce moulin alors à l'abandon après la mort de Claude Chantelauze, son propriétaire qui occupait les lieux. Marius Péraudeau, qui a alors 36 ans et exerce le métier de représentant en papeterie industrielle décide de venir au secours d'un métier qui est déjà en voie de disparition. Le 14 octobre 1940, le maréchal Pétain, chef de l'État français, vient sur l'invitation de Henri Pourrat « à la rencontre du peuple travailleur » à Ambert, près de Vichy, en visite au moulin à papier, et y passe commande d'une rame de papier filigrané à son emblème.
Il fonde donc une association :  La Feuille Blanche, qui crée une colonie de vacances accueillant des apprentis des métiers des arts graphiques (papetiers, photograveurs, imprimeurs, relieurs) et qui permit de cacher quelques résistants recherchés par la Gestapo. En 1943, il fonde le Musée historique du papier dont il devient le conservateur. Puis il organise la visite de son usine dès 1945. Il va collaborer avec les plus grands artistes de son temps pour la réalisation d'œuvres d'art comme : Bernard Buffet, Salvador Dali, Jacques Prévert, Joseph Foret (1901-1991), éditeur d'art, Georges Ribemont-Dessaignes, Léonor Fini, Léonard Foujita, Pierre-Yves Trémois, Georges Mathieu, Ossip Zadkine, et des écrivains comme : Emil Cioran, Jean Cocteau, Jean Giono, Jean Guitton, Ernst Jünger, Daniel-Rops, Edmond Rostand, et autres Michel Ciry, Albert Decaris, Ernst Fuchs, Roger Lersy.
Après avoir connu quelques difficultés, l'activité est repartie en 1997 sous la direction d'Emmanuel Kerbourc'h, petit-fils du fondateur. En 2020, la SARL Moulins à papier du Val de Lagat est labellisée Entreprise du patrimoine vivant. Le moulin a été mis en vente en 2022 et acheté en 2024 par Pascal Toupin.

## Œuvres
Quelques œuvres célèbres réalisées à partir de feuilles produits au moulin :
- Lors de l’impression de l’Encyclopédie ou Dictionnaire raisonné des sciences, des arts et des métiers de Denis Diderot et Jean Le Rond d'Alembert, le tirage des gravures fut fait exclusivement sur du papier d’Auvergne, alors que le tirage typographique du texte fut imprimé sur du papier de toutes provenances.
- L'Apocalypse de Saint Jean réalisé en 3 ans (1958-1960) et en un seul exemplaire. À sa sortie, le livre est le plus lourd (210 kg) et le plus cher du monde (2 millions de francs).

Sa réalisation a nécessité une couverture de bronze, incrustée de pierres précieuses et réalisée par Salvador Dali,150 parchemins sélectionnés parmi 300 000 peaux de moutons, 2 000 heures de calligraphie et 550 lettres d'or, des parchemins illustrés par sept grands peintres (Salvador Dali, Bernard Buffet, Léonor Fini, Foujita, Trémois, Mathieu, Zadkine), les méditations de sept écrivains célèbres : Cocteau, Rostand, Giono, Rops, Guitton, Cioran, Jünger.
- 1967 : Arbres, avec des gravures sur cuivre de Georges Ribemont-Dessaignes, tiré en taille-douce par le peintre et graveur Raymond Haasen (1911-1986) sur du papier du Moulin à papier de Richard-de-Bas in-4 en feuilles 80 pages 36 x 46 cm
- Salvador Dalí, Alchimie des philosophes, Paris, Éditions Art et valeur, 19762 vol. in-folio et 10 pl. in-plano en feuilles, chemise de toile bise, emboîtage à charnières métalliques de cuir havane et parchemin. Édition illustrée de 10 estampes originales hors texte de Salvador Dalí conjuguant les techniques de la lithographie, la sérigraphie et la gravure en taille-douce, tirées sur parchemin d'agneau, et de six sérigraphies d'après des dessins de l'artiste. Fac-similés contrecollés de textes et manuscrits alchimiques anciens. Emboîtage en forme de deux volumes accolés portant sur une face une roue mobile. Composition en pâte à papier à relief de Marius A. Péraudeau. Tirage à 275 exemplaires sur papier Richard de Bas, signés par l'artiste à la justification et sur les planches, celui-ci d'un des 225 avec les textes en version française et anglaise
- Premier exemplaire de la Constitution de la Ve République.
- Diplôme des prix Nobel.